# Сорокин, Алексей Михайлович
Алексей Михайлович Сорокин — российский спортсмен, тренер, управленец. Создатель снайперской винтовки Т-5000, один из основных организаторов производства компании «Промтехнология».
До 2018 года — руководитель входящего в состав тульского АО «КБП» Центрального конструкторского бюро спортивного и охотничьего оружия, в настоящее время — покинул этот пост.

## Биография
Область профессиональной специализации — материаловедение.
- 2009 год — начало работы над запуском производства компании Промтехнология в должности генерального директора[3].
- 2014-2018 года — работа на должности руководителя Центрального конструкторского бюро спортивного и охотничьего оружия[4][2].

## Разработка оружия
Стал инициатором разработки снайперской винтовки Т-5000.

## Спортивная деятельность
Начало занятий спортивной пулевой стрельбой — 1983 год.
Мастер спорта СССР по пулевой стрельбе.
Бывший член сборной России по бенчресту.
Первый президент российской национальной федерации высокоточной стрельбы.